# Alpheus lobidens
Alpheus lobidens är en kräftdjursart som beskrevs av De Haan 1850. Alpheus lobidens ingår i släktet Alpheus och familjen Alpheidae. Inga underarter finns listade i Catalogue of Life.